# 濫波國
濫波國又稱覽波國，梵文Lampaka的对音。玄奘《大唐西域记》中记载：“濫波國周千余里，北备雪山，三垂黑岭。国大都城周十余里……宜粳稻﹐多甘蔗。氣序漸溫，微霜無雪。﹐國俗豐樂﹐人尚歌詠。伽藍十余所﹐僧徒寡少﹐多習大乘教”。八世紀時唐高僧慧超也到過此地：“又从此建馱羅國西行入山七日﹐至覽波國。此國無王﹐有大首領﹐亦屬建馱羅國所管。”

## 外部連結
[在维基数据编辑]
 《欽定古今圖書集成·方輿彙編·邊裔典·濫波部》，出自陈梦雷《古今圖書集成》